# Club Natació Molins de Rei
El Club Natació Molins de Rei (CN Molins de Rei) és un club de natació i de waterpolo de Molins de Rei, fundat l'any 1971.
Després d'una llarga reivindicació popular, el 1970 va acabar de construir-se la piscina municipal i, per poder gestionar-la, l'any següent va fundar-se el club amb la presidència d'Andreu Arriola. Posteriorment, va instal·lar-se el primer globus per cobrir la piscina el 1976 i, amb la remodelació de la piscina, una coberta mòbil el 2003.
Disposa d'equips de natació i de waterpolo, destacant el sènior femení de waterpolo que va aconseguir un Campionat d'Espanya la temporada 1987-88 i ser finalista de la Copa Federació l'any 2025. El sènior masculí va jugar algunes temporades a la Divisió d'Honor espanyola.
També té seccions d'aigües obertes, natació sincronitzada i triatló, així com una escola aquàtica.
Entre d'altres, els membres més destacats del club són el waterpolista olímpic Sergi Pedrerol i els nedadors Francesc Pardo i Agustina Janés.

## Palmarès
- 1 Lliga espanyola de waterpolo femenina: 1987-88